# 頸鰭脂䲁
頸鰭脂䲁（學名：Labrisomus nuchipinnis），為輻鰭魚綱䲁形目脂䲁科脂䲁屬的一個種，分布於西大西洋百慕達群島、美國佛羅里達州、巴哈馬、墨西哥灣北部到巴西里約熱內盧；東大西洋馬德拉群島、加那利群島與西非海岸南部到赤道幾內亞海域，深度0至10公尺，本魚體壯，頭寬，吻鈍，眼大，每眼上有一根分枝狀的觸鬚，其長度小於眼直徑，頸背兩側有兩條或更多分枝狀的觸鬚，口大略斜，口腔頂部兩側有齒，背鰭硬棘與鰭條之間有缺口，側線鱗64-69片，體色變化很大，雄魚顏色從淡黃色到綠色到幾乎黑色不等，頭部、鰭、下巴和腹部為紅色，頭部在深色線條的網紋中佈滿小的淡色斑點，鰓蓋上有一個發育良好的黑白狀眼斑，背鰭前部有一個深色斑點，體側有從淺色到淺棕色條紋，這些條紋延伸至背鰭，背鰭硬棘18-19枚、背鰭軟條11-13枚、臀鰭硬棘2枚、臀鰭軟條18-19枚，體長可達23公分，棲息在海藻生長的岩石區或礫石區，通常躲在縫隙，以棘皮動物、甲殼類、腹足類、多毛類等為食，生活習性不明，可做為觀賞魚。